# Деббі М'юр
Деббі М'юр (англ. Debbie Muir, 12 червня 1953) — канадська синхронна плавчиня.
Призерка Чемпіонату світу з водних видів спорту 1973 року.
Призерка Панамериканських ігор 1971 року.